# Anthony and the Camp
Anthony and the Camp est un groupe de musique funk formé par Anthony Malloy. Malloy, qui avait déjà connu un fort succès avec son ancien groupe Temper (en), connait un autre gros succès avec The Camp grâce au titre What I Like sorti en 1986.

## Membres
- Anthony Malloy : voix principale
- Linden Aaron : batterie & Simmons Toms
- Henley Goddard : basse
- Crawford Peterson : synthétiseur.

## Discographie
- 1986 : How Many Lovers
- 1986 : What I Like
- 1988 : Suspense